# Callirhipis grandicornis
Callirhipis grandicornis là một loài bọ cánh cứng trong họ Callirhipidae. Loài này được van Emden miêu tả khoa học đầu tiên năm 1926.